# سيارناق
Siarnaq سيارناق أو زحل التاسعة والعشرين، هو قمر غير نظامي لزحل. اكتشفه بريت جلادمان وآخرون في عام 2000. والتعيين المؤقت له S/2000 S 3. ولقد سمي في آب 2003 بسيارناق وهو اسم مشتق من ميثولوجيا الأسكيمو، وهو أكبر عضو في مجموعة أقمار الأسكيمو غير النظامية.
ويبلغ قطره حوالي 40 كم ويدور حول زحل على مسافة 17.5 جيجا متر خلال 895 يوم.
يوضح المخطط البياني علاقة مداره مع غيره من الأقمار غير النظامية، حيث يظهر الشذوذ المداري بشكل قطاعات صفراء تمتد من الحضيض إلى الأوج.
يظهر سيارناق باللون الأحمر كما إن لهُ طيف متماثل بالأشعة تحت الحمراء لكل من بالياق وكيفيويك مما يدعم نظرية الأصل المشترك.